# Hybos hunanensis
Hybos hunanensis är en tvåvingeart som beskrevs av Yang 1988. Hybos hunanensis ingår i släktet Hybos och familjen puckeldansflugor. Inga underarter finns listade i Catalogue of Life.